# Pavías
Pavías ist eine Gemeinde (Municipio) mit 73 Einwohnern (Stand: 2024) in der Provinz Castellón in der spanischen autonomomen Region Valencia. 

## Geographie
Pavías liegt etwa 40 Kilometer westsüdwestlich der Provinzhauptstadt Castellón de la Plana und etwa 46 Kilometer nordnordwestlich von Valencia im Bezirk Alto Palancia in einer Höhe von ca. 740 m. 

## Sehenswürdigkeiten
- Katharinenkirche
- Kapelle der Heiligen Höhle